# Heliconia acuminata
Heliconia acuminata är en enhjärtbladig växtart som beskrevs av Achille Richard. Heliconia acuminata ingår i släktet Heliconia och familjen Heliconiaceae.

## Underarter
Arten delas in i följande underarter:
- H. a. acuminata
- H. a. immaculata
- H. a. occidentalis
- H. a. psittacorastra